# Tjekre Khan
Tjekre Khan o Chekre Khan fou kan de l'Horda d'Or. Segons Hajji Abdul Ghassar era un parent d'Edigu, però molts historiadors ho dubten i sospiten que pertanyia a la família d'Urus Khan. El viatger bavarès Schiltbeiger, que va estar al seu servei, diu que havia viscut molts anys a les corts de Miran Shah (mort el 1408) i del seu fill Abu Bakr (governador de Bagdad mort el 1407), fill i net respectivament de Tamerlà.
El 1415 Jabbarberdi s'havia imposat al Quiptxaq occidental, però les revolucions i lluites havien estat constants i una ambaixada de notables va anar a veure a Edigu, que estava al Quiptxaq oriental, per demanar el seu retorn. Així ho va fer i va rebre dels timúrides una força de 600 cavallers que va passar a través de Geòrgia, cap a Xirvan, Derbent i fins Astracan per acabar al lloc que el viatger bavarès anomena Setzulet i que podria ser Sarai, on hi havia molts cristians que tenien un bisbe i on els seus sacerdots coneixien el llatí encara que llegien i cantaven les pregàries en tàtar. Allí els notables van rebre a Edigu que va establir el seu poder sense agafar el títol de kan que va concedir a Tjekre.
Poc després va fer una expedició a Sibèria a la que es van afegir Tjekre i Schiltbeiger; el poble de la regió eren anomenats ugine (úgrics); quan un jove solter moria era vestit amb els millors vestits, es feia una festa, i s'aixecava un pavelló sobre el cos que era portat en processó ern la que els joves anaven els primers amb els millors vestits i al darrere el pare, mare i altres parents, lamentant-se; portaven els comestibles i les begudes a la vora de la tomba on es feia la festa, amb la gent jove asseguda a l'entorn menjant i bevent i els parents ballant; aquestos eren acompanyats després a casa; no coneixien el blat ni el moresc, només les faves.
Tjekre va regnar nou mesos al cap dels quals el kan i el seu protector foren atacats per Ulugh Muhammad Khan de Kazan erigit en protector dels drets de la família de Toktamix i segurament, més concretament de Kibak Khan. Tjekre va fugir al Deixt Quiptxaq (Kazakhstan)i Edigu va caure presoner. Les monedes de Tjekre estan datades el 817 i 818 de l'hègira (1414/1415 a 1415/1416) sent encunyades a Bolghar, Astracan, i a l'Horda. Com a kan fou proclamat Derwish Khan, que ho era del Quiptxaq oriental o Horda Blava i segurament va conservar el suport de l'Horda Nogai. Abdul Ghassar i Khuandemir situen prèviament durant 45 dies al tron a Sayyid Ahmad I, però sembla que aquest va venir al darrere.
El 1419 Tjekre Khan va retornar amb Edigu; aquest va morir en lluita contra un pretendent de nom Kadirberdi (o es va ofegar al riu Sihun). Tjekre Khan va seguir la lluita però fou derrotat i mort per Ulugh Muhammad Khan en data desconeguda.